# Palais du Commerce de Tours
Le Palais du Commerce de Tours (ou hôtel consulaire, hôtel de la Bourse) est un hôtel particulier situé à Tours dans le Vieux-Tours, 4 bis rue Jules Favre. Les façades sur cour de ce bâtiment font l’objet d’une inscription au titre des monuments historiques depuis le 12 janvier 1931.

## Historique
Au milieu du XVIIe siècle, les marchands tourangeaux acquiert des immeubles pour y installer la halle aux draps et le bureau d'aunage. Par ordonnance royale en date du 13 mars 1665, le Corps des marchands, banquiers et négociants obtenait le droit de s'imposer sur eux-mêmes pour acheter les lieux.
Sur le même emplacement, l'hôtel de la Bourse y est construit en 1757 sur les plans de l'architecte Pierre Meusnier (1702-1781), par le corps des marchands de Tours pour leur juridiction consulaire et leurs affaires. L'ensemble se compose de quatre corps de logis se développant autour d'une cour centrale.
La chambre de commerce, fondée en 1802, occupe ensuite l'aile occidentale du palais, avec le tribunal de commerce. 
Dans l'aile ouest, un grand escalier d'honneur à double montée et à rampe en fer forgé conduit à la Salle d'audiences du tribunal de commerce réaménagée par l'architecte Jean Hardion et dont le plafond est l'œuvre du peintre Maurice Mathurin, et au Grand Salon (Salon d'honneur) de la Chambre de commerce, décorée de panneaux dus au peintre Georges Souillet (huit grands panneaux représentant les activités dominantes de la Touraine au XVIIIe siècle : la soierie, la tannerie, l'imprimerie, l'arboriculture, la viticulture et le commerce de Loire ; complétés de quatre petits panneaux décorés d'arabesques de Watteau figurant les villes de Tours, Loches, Amboise et Chinon).
L'ensemble est inscrit aux monuments historiques en 1931. 

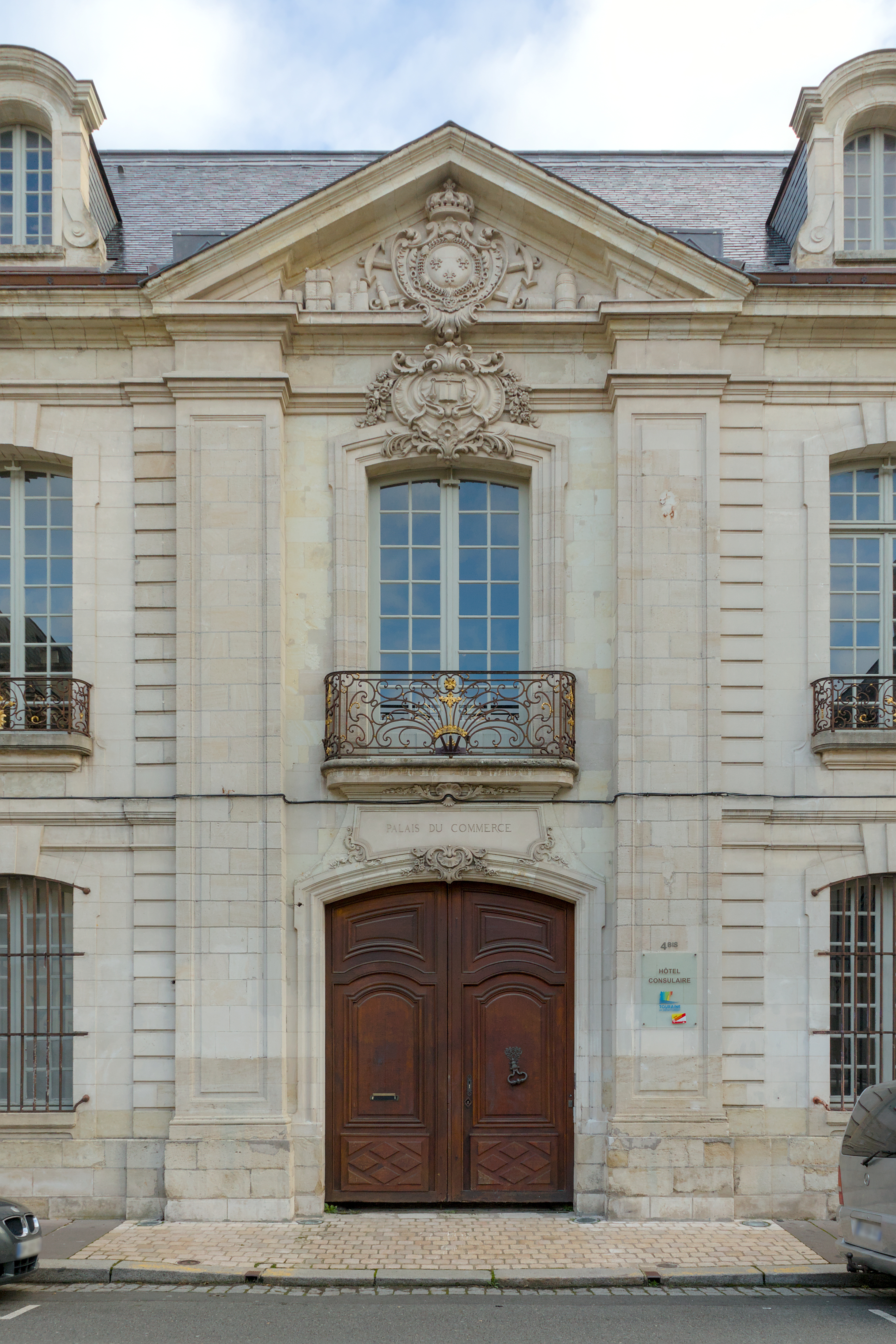
Chambre de commerce et d'industrie de Touraine, façade principale.
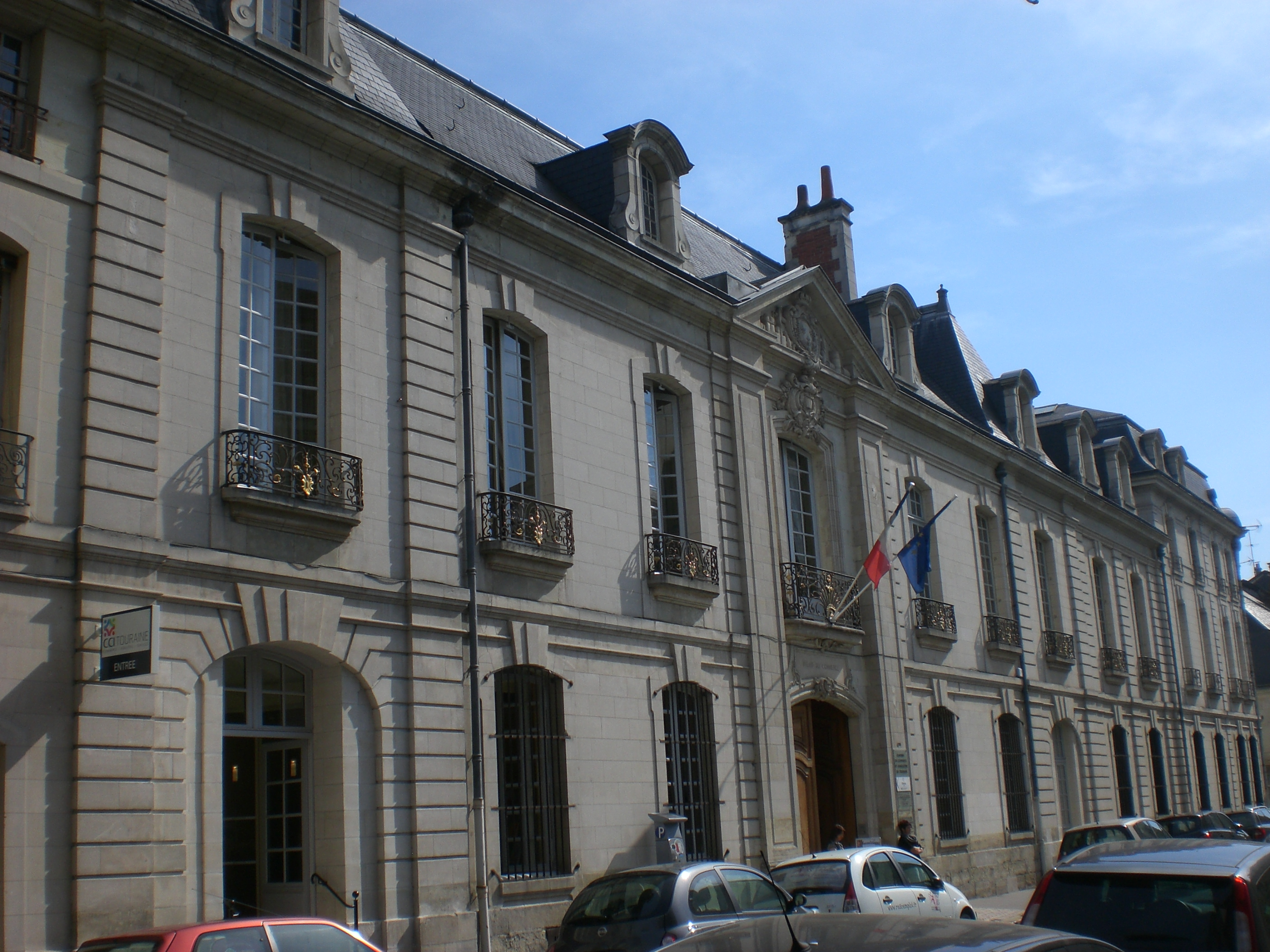
Chambre de commerce et d'industrie de Touraine, façade principale.